# Lasiopogon peusi
Lasiopogon peusi är en tvåvingeart som beskrevs av Hradsky 1982. Lasiopogon peusi ingår i släktet Lasiopogon och familjen rovflugor.
Artens utbredningsområde är Grekland. Inga underarter finns listade i Catalogue of Life.